# Adriane Azevedo
Adriane Azevedo (Porto Alegre, 13 de março de 1962) é uma atriz e produtora de teatro brasileira.
Entre seus mais recentes trabalhos como atriz estão Um Apólogo, de Machado de Assis, Terno de Reis e Lendas Gaúchas, todos adaptados para a linguagem teatral.
Como produtora, Adriane coordenou a descentralização do Festival Porto Alegre em Cena, sob a direção de Luciano Alabarse, e foi produtora executiva do espetáculo anual Paixão de Cristo do Morro da Cruz, dirigido por Camilo de Lélis.É produtora de palco no Porto Alegre em Cena, Palco Giratório e Feira do Livro de Porto Alegre.
No meio editorial-educacional adapta e dirige textos clássicos e da nova literatura infantil e infanto-juvenil, atuando como contadora de histórias e oficineira para atores e professores.
No ano de 2009 está co-produzindo o média-metragem televisivo O Sumiço dos Gatos, com direção de Beto Mattos, e atuando no longa-metragem As Aventuras do Avião Vermelho.

## Carreira

### Espetáculos de teatro
- 2008 - O Segredo de Simbad – adaptação e atuação para a Editora Projeto;
- 2008 - Filosofia de um Par de Botas – adaptação de Machado de Assis, feita em parceria com João França para o Programa Adote um Escritor da Câmara do Livro do Rio Grande do Sul;
- 2008 - Tatiana e o Palhaço – texto e direção de Jorge Quiroga;
- 2008 - Um Apólogo, de Machado de Assis  - adaptação, direção e atuação com Liane Schuler e Texo Cabral;
- 2007 - Terno de Reis – direção e adaptação;
- 2007 - Lendas Gaúchas – atuação, adaptação e direção;
- 2006 – Lolo Barnabé – adaptação do livro de Eva Furnari para a abertura do ano letivo – Prefeitura Municipal de Esteio - adaptação e direção;
- 2005 – Que Mário? – trechos de obras de Mário Quintana;
- 2005 – Três Vezes Amor e  Morte – espetáculo vencedor do Prêmio PalcoHabitasul de Montagem[3] – direção de Dilmar Messias, Camilo de Lélis e Jaqueline Pinzón– produção e atuação;
- 2004 – Vampirações e Outros Mistérios – Texto de Jorge Rein e adaptação de Jaqueline Pinzón;
- 2003 – Alta Fidelidade – espetáculo vencedor do III PalcoHabitasul – direção de Jaqueline Pinzón;
- 2002 – Incesto – Projeto Retomando a Palavra (Theatro São Pedro) - textos de Anais Nin e direção de Camilo de Lélis;
- 2002 – Folhetim – esquetes de Nelson Rodrigues com direção de Roberto Russo;
- 2001 – Um Guri Daltônico – de Carlos Urbim - Camaleão Teatro de Bonecos;
- 2001 – A Epopéia do Rei Gilgamesh – leitura dramática com o Camaleão Teatro de Bonecos;
- 1999 – Risco, Arisco e Corisco – texto e direção de Roberto Oliveira;
- 1999 – Arvorecer – espetáculo criado pelo Camaleão Teatro de Bonecos para a Secretaria Municipal do Meio Ambiente de Porto Alegre;
- 1998 – Flicts - de Ziraldo, com direção de Roberto Oliveira;
- 1998 – O Abajur Lilás - de Plínio Marcos, com direção de Roberto Oliveira;
- 1996 – O Parturião - direção de Néstor Monasterio;
- 1996 – A Sentinela - de Lia Luft, com direção de Luciano Alabarse;

### Cinema e televisão
- 2010 - Anabel - Ulisses
- 2004 - Viajantes[4] - Histórias Curtas RBS TV – curta-metragem com direção e roteiro de Lisiane Cohen;
- 2002 - Benjamin e os Profetas - curta-metragem em vídeo com roteiro adaptado de Moacyr Scliar e direção de Marcos Castelan;
- 2002 - Capodano - curta-metragem em vídeo com direção de Miguel Rodrigues;
- 1985 - 150 Anos da Revolução Farroupilha - RBS TV;
- 1984 – Temporal - curta-metragem com direção de Jorge Furtado.

## Premiações
- 2004 - Prêmio Tibicuera de Teatro Infantil[5] -  melhor atriz coadjuvante por Vampirações e outros mistérios;
- 1997 - Prêmio Açorianos de Teatro -  melhor atriz  coadjuvante (adulto) por O abajur lilás;
- 1994 - Prêmio Tibicuera de Teatro Infantil[6] - melhor atriz por Peter Pan;
- 1991 - Prêmio Quero-Quero -  melhor atriz (infantil) por Alice no País das Maravilhas;
- 1983 - Prêmio Tibicuera de Teatro Infantil[7]-  melhor atriz por Quem manda no pampa?.